# Gagnon (Québec)
Pour les articles homonymes, voir Gagnon.
Gagnon est une ancienne ville minière du Québec (Canada), située à 300 km au nord de Baie-Comeau sur la Côte-Nord. Elle doit son nom à Onésime Gagnon, ministre des mines et lieutenant-gouverneur du Québec. Constituée le 28 janvier 1960, elle est fermée et démolie en 1985, après que le principal employeur historique de la ville (la compagnie minière Québec-Cartier) puis Sidbec-Normines ont cessé leurs activités dans les mines du lac Jeannine et de Fire Lake.

## Historique

### Découverte et cartographie géologique
La cartographie géologique de la région de Gagnon débuta en 1957, dirigée par le gouvernement du Québec, dans le cadre d'explorations minières destinées à évaluer le potentiel des gisements de fer, en particulier autour du lac Jeannine. Ces travaux confirmèrent la présence de riches gisements de fer métasédimentaires au sein du Bouclier canadien, notamment dans le district Mont Wright - Mont Reed.
En plus de la mine du lac Jeannine, la région de Gagnon comprenait plusieurs autres gisements de fer, notamment ceux du mont Reed, des lacs Rond et Pingouin, du lac des Silicates, de la bande des lacs Black Dan et Blough, ainsi que des lacs Aubertin et Raidie. Ensemble, ces gisements représentaient un potentiel minier de plus d'un milliard de tonnes de minerai de fer exploitable, avec une teneur moyenne de 30 % en fer.
Le gisement du lac Jeannine s'étendait sur environ 2,5 km de long, 700 m de large et plus de 300 m de profondeur. Avant son épuisement, il permettait une production annuelle de 20 millions de tonnes de minerai brut, générant près de 8 millions de tonnes de concentré d'oligiste à haute teneur.

### Construction
La fondation de la ville de Gagnon remonte à 1960, après la confirmation de la richesse minérale de la région. On désigna les rives du lac Barbel comme emplacement idéal pour construire la future ville de Gagnon. La ville prit rapidement de l'ampleur ; on construisait environ 25 maisons par mois. Les infrastructures telles l'hôpital, l'aréna, le centre commercial Brodeur, l'aéroport, les églises, les écoles primaire et secondaire et autres commerces furent construits rapidement pour faciliter la vie des nouveaux habitants qui se chiffraient déjà à 1 250 en 1960.

### Période d'activité
La ville est isolée du reste du Québec : elle n'était accessible que par chemin de fer ou par avion.
Comme Schefferville située à la frontière du Québec et du Labrador, l'économie de Gagnon repose uniquement sur l'extraction du minerai de fer. Le principal employeur de la ville était la compagnie minière Québec-Cartier.
Au début des années 1980, la ville comptait environ 4 000 habitants.
De 1973 à 1985, en étant élu maire de Gagnon, René Coicou a été le premier maire noir du Québec.

### Démolition
Dès 1977, les ressources de la mine du lac Jeannine se sont épuisées et l'on put transférer les opérations à la mine de Fire Lake, située à environ 90 km au nord-est de Gagnon, grâce à l'arrivée de l'entreprise Sidbec-Normines. Toutefois, la crise du fer de 1982 eut raison de la ville de Gagnon et du hameau de Fire Lake qui durent fermer et être démolis. Ainsi, le 11 octobre 1984, l'on annonça que les opérations à la mine de Fire Lake allaient être interrompues (ce qui fut effectif le 30 juin 1985), et que la ville de Gagnon allait être rasée et les habitants indemnisés. En 1985, l'on procéda à la démolition de la ville. Un à un les services furent interrompus et les gens commencèrent à quitter la ville. Les travaux de démolition commencèrent cet été-là.

### Aménagements postérieurs
Ce n'est qu'en 1987, soit 2 ans après la fermeture de la ville que fut achevée la route 389 reliant Baie-Comeau au Labrador.
Aujourd'hui l'ancien territoire de la ville fait partie du territoire non organisé de Rivière-Mouchalagane dans la municipalité régionale de comté (MRC) de Caniapiscau,.
Il ne reste que les vestiges de ce que fut la rue #1. Le lac Barbel, quant à lui, continue d'attirer des campeurs durant la belle saison.

## Environnement naturel
Le climat de la région de Gagnon est subarctique, avec des températures fraîches et de fortes précipitations. Les lacs dégèlent vers le début de juin et gèlent de nouveau à la fin octobre, ce qui marque une saison estivale relativement courte. En 1965, une station météorologique a été installée dans la ville, permettant de tenir un registre complet des conditions climatiques. Ces données étaient précieuses pour les habitants et les opérations minières, fournissant des informations importantes pour s'adapter aux particularités climatiques de cette région isolée.
La végétation est dominée par l'épinette noire et le sapin baumier, avec des étendues de bouleaux et de pins gris dans les zones abritées.
La faune locale comprend des castors, des écureuils, des renards, des visons, des loutres, ainsi que des orignaux et des caribous. Les lacs et les rivières de la région abritent des truites tachetées, des brochets et, plus rarement, des truites de lac.

## Centrale électrique
La Centrale de la Hart-Jaune, avec une puissance installée de 45 mégawatts fut mise en service en 1960. Sa production d'électricité servait à l'origine à alimenter la ville minière de Gagnon et les installations de la Compagnie Minière Québec Cartier. Avec la fermeture de la mine ainsi que de la ville, la centrale devint propriété d'Hydro-Québec. Elle est maintenant raccordée au réseau Québécois via une ligne à 161 kilovolts la reliant aux installations de Fermont.